# Ateris ježatý
Ateris ježatý (Atheris squamigera), nebo také zmije stromová, je africká zmije, připomínající svým vzhledem i stromovým způsobem života některé chřestýšovce nebo křovináře.

## Vzhled
Tělo je zploštělé. Šupiny zdobené výrazným kýlem dodávají hadovi ježatý vzhled, zejména na hlavě. Tělo i hlava jsou typicky zmijí, tedy od spíše zavalitějšího těla je výrazně odlišena nápadně trojúhelníkovitá hlava. Zbarvení je uzpůsobeno k maskování mezi větvemi, nejčastěji krycí odstíny zelené a hnědé. Délka dospělých jedinců se pohybuje od 50 do 80 cm, samice bývají větší než samci, s průměrnou délkou 71 cm oproti 66 cm u samců.

## Biologie
Domov má v deštných pralesích střední až západní Afriky, kde preferuje hustou vegetaci, nicméně žije i v otevřenější krajině podél vodních toků. Přes den obývá spíše vyšší stromové patro, v noci slézá na níže položené větve, kde zavěšena hlavou dolů číhá na drobné obratlovce (hlodavce, hmyzožravce, ptáky, ještěrky a žáby), kterými se živí. Stejně jako většina zmijovitých je vejcoživorodá. Březost trvá 2 měsíce, poté se narodí 2 až 19 (průměrně 7–9) mláďat.

## Jedovatost
Uštknutí těmito hady jsou vzácná, ale je znám i smrtelný případ. K většině útoků dojde při kácení stromů, ve kterých se schovává při číhání na kořist. Ateris ježatý může být jako jiné druhy zmijí chován na hadích farmách. Zde je jim odebírán jed, který je využit k výzkumným účelům.